# Список системно значимых банков
Системно значимые банки — важнейшие финансовые институты, от которых зависит устойчивость всей банковской системы. Поскольку их банкротство может иметь тяжёлые последствия как для банковской системы, так и для экономики в целом, их деятельность обязана соответствовать строгим критериям, определяемым государствами и международными финансовыми организациями. В случае грозящего банкротства им должна быть оказана финансовая помощь из общественных средств.

## История
Создание списка глобально системно значимых банков стало реакцией на тяжёлый финансовый кризис 2007—2008 годов. Включение в этот список предполагает соответствие финансового института особо строгим критериям в отношении устойчивости к крупным убыткам, планировании санации, а также финансового надзора. Первоначальный список глобально системно значимых банков был составлен в ноябре 2011 года и основывался на документе, выработанном Базельским комитетом банковского надзора в июле того же года, причём методика отбора каждые три года подвергается перепроверке и, при необходимости, изменению. В частности, с 2016 года в зависимости от включения в ту или иную группу предписано создание дополнительного резерва собственного капитала с целью достижения к 2019 году минимально допустимого уставного капитала в соответствии с критериями «Базель III».

## Действующий глобальный список
В действующий список глобально системно значимых банков, опубликованный в ноябре 2023 года, входят следующие 29 финансовых институтов:
Банки распределяются на 5 групп, для каждой из них определёна квота собственного капитала банка. В пятой группе, с максимальной квотой (3,5 %), в настоящее время банки отсутствуют.
| Группа | Квота собственного капитала | Банк                                    | Страна         | В списке с      |
| ------ | --------------------------- | --------------------------------------- | -------------- | --------------- |
| 4      | 2,5 %                       | JPMorgan Chase                          | США            | 2011            |
| 3      | 2 %                         | Bank of America                         | США            | 2011            |
| 3      | 2 %                         | Citigroup                               | США            | 2011            |
| 3      | 2 %                         | HSBC                                    | Великобритания | 2011            |
| 2      | 1,5 %                       | Agricultural Bank of China              | Китай          | 2014            |
| 2      | 1,5 %                       | Bank of China                           | Китай          | 2011            |
| 2      | 1,5 %                       | Barclays                                | Великобритания | 2011            |
| 2      | 1,5 %                       | BNP Paribas                             | Франция        | 2011            |
| 2      | 1,5 %                       | China Construction Bank                 | Китай          | 2015            |
| 2      | 1,5 %                       | Deutsche Bank                           | Германия       | 2011            |
| 2      | 1,5 %                       | Goldman Sachs                           | США            | 2011            |
| 2      | 1,5 %                       | Industrial and Commercial Bank of China | Китай          | 2013            |
| 2      | 1,5 %                       | Mitsubishi UFJ FG                       | Япония         | 2011            |
| 2      | 1,5 %                       | UBS                                     | Швейцария      | 2011            |
| 1      | 1 %                         | Bank of Communications                  | Китай          | 2023            |
| 1      | 1 %                         | The Bank of New York Mellon             | США            | 2011            |
| 1      | 1 %                         | Groupe BPCE                             | Франция        | 2011-2016, 2018 |
| 1      | 1 %                         | Groupe Crédit Agricole                  | Франция        | 2011            |
| 1      | 1 %                         | ING Bank                                | Нидерланды     | 2011            |
| 1      | 1 %                         | Mizuho Financial Group                  | Япония         | 2011            |
| 1      | 1 %                         | Morgan Stanley                          | США            | 2011            |
| 1      | 1 %                         | Royal Bank of Canada                    | Канада         | 2017            |
| 1      | 1 %                         | Santander                               | Испания        | 2011            |
| 1      | 1 %                         | Société Générale                        | Франция        | 2011            |
| 1      | 1 %                         | Standard Chartered                      | Великобритания | 2012            |
| 1      | 1 %                         | State Street                            | США            | 2011            |
| 1      | 1 %                         | Sumitomo Mitsui FG                      | Япония         | 2011            |
| 1      | 1 %                         | Toronto Dominion                        | Канада         | 2019            |
| 1      | 1 %                         | Wells Fargo                             | США            | 2011            |

## Системно значимые банки России
Деятельность системно значимых банков в Российской Федерации впервые была определена указанием Банка России № 3174-У «О методике определения системно значимых кредитных организаций» и подлежит регулированию Департаментом надзора Банка России за системно значимыми кредитными организациями. В настоящее время для определения системно значимых банков используется Указание Банка России от 13 апреля 2021 года N 5778-У «О методике определения системно значимых кредитных организаций».
Перечень системно значимых кредитных организаций формируется поэтапно. На первом обобщающем этапе ЦБ оценивает размер банка, его взаимосвязь с другими финансовыми организациями, объём вкладов, с 2021 года также оценивается международная активность ― объём средств, предоставленных нерезидентам и привлечённых от резидентов. В перечень включаются банки, результат которых превышает 1 % от обобщающего результата всех банков. На втором этапе регулятор анализирует кредитные организации, входящие в состав банковских групп и холдингов. На третьем этапе анализируется объём привлеченных банком средств населения, который должен составлять не менее 10 млрд руб. На следующем этапе ЦБ убеждается, что доля активов попавших в перечень банков составляет не менее 60 % от активов всего банковского сектора.
Перечень системно значимых банков впервые сформирован в 2015 году. По состоянию на 02.11.2024 года в список системно значимых банков входят:
1. «Сбербанк»;
2. «ВТБ»;
3. «Газпромбанк»;
4. «Россельхозбанк»;
5. «Юникредит банк»;
6. «Райффайзенбанк»;
7. «Промсвязьбанк»;
8. «Альфа-банк»;
9. «Росбанк»;
10. «Московский кредитный банк»;
11. «Совкомбанк»;
12. «Т-Банк».

На долю системно значимых банков приходится около 79 % совокупных активов банковского сектора России. Список системно-значимых банков России не меняется с 2021 года.